# Ptenín
Ptenín je obec v okrese Plzeň-jih v Plzeňském kraji. Žije zde 214 obyvatel.

## Historie
První písemná zmínka o obci pochází z roku 1227. Již v roce 1228 stála na místě dnešního zámku dřevěná tvrz. Ves s tvrzí byla majetkem kláštera svatého Jiří v Praze. Ve 14. století působili na zdejší tvrzi různí majitelé. Nejdéle Kameničtí (1437–1534) a Vidršpergárové. V roce 1712 koupil část Ptenína hrabě Hrzán z Harasova, sešlou část tvrze přestavěl a započal se stavbou nového zámku. Roku 1737 nabyl Ptenín hrabě Ferdinand Morzin.
Obyvatelé se věnovali především zemědělství, žili zde i řemeslníci a horníci, kteří hledali práci v dolech v okolí.

## Obyvatelstvo
| Rok            | 1869 | 1880 | 1890 | 1900 | 1910 | 1921 | 1930 | 1950 | 1961 | 1970 | 1980 | 1991 | 2001 | 2011 | 2021 |
| -------------- | ---- | ---- | ---- | ---- | ---- | ---- | ---- | ---- | ---- | ---- | ---- | ---- | ---- | ---- | ---- |
| Počet obyvatel | 662  | 654  | 660  | 674  | 737  | 755  | 663  | 414  | 398  | 336  | 282  | 234  | 219  | 206  | 196  |
| Počet domů     | 87   | 92   | 93   | 97   | 101  | 106  | 116  | 118  | 110  | 102  | 91   | 116  | 119  | 121  | 125  |

## Obecní správa

### Části obce
- Ptenín
- Újezdec

## Školství
Zřízení filiální školy bylo povoleno výnosem biskupské konzistoře v Českých Budějovicích v roce 1830. První školní místnost byla pronajata v domě číslo 55 u Vojtěcha Uřídila.
Stavba nové budovy byla zahájena v roce 1934 položením základního kamene na pozemcích, které věnovali ptenínští občané. V roce 1836 byla škola dostavěna a vysvěcena 23. února. Školu navštěvovali žáci z Bolkova, Bukové, Lhoty a Újezdce. Štědrými mecenáši školy i jejích žáků byli hrabě Pálffy a hrabě Kolovrat.
Vzhledem k vysokému počtu žáků v jedné třídě (v roce 1852 jich bylo 169 a v roce 1875 již 206) byla výuka rozšířena do pronajatých prostor. V roce 1878 došlo k dostavbě jedné učebny i s bytem učitele a v roce 1896 byla dostavěna druhá. Generální oprava školy proběhla až v letech 1954–1955, přestože byly připraveny plány novostavby už od roku 1939.
Po 2. světové válce se počet žáků snižoval, škola fungovala jen jako jednotřídka a ukončila svoji činnost roku 1976, kdy začali žáci navštěvovat školu v Merklíně.

## Pamětihodnosti
- Zámek Ptenín
- Boží muka
- Socha svatého Judy Tadeáše

## Galerie

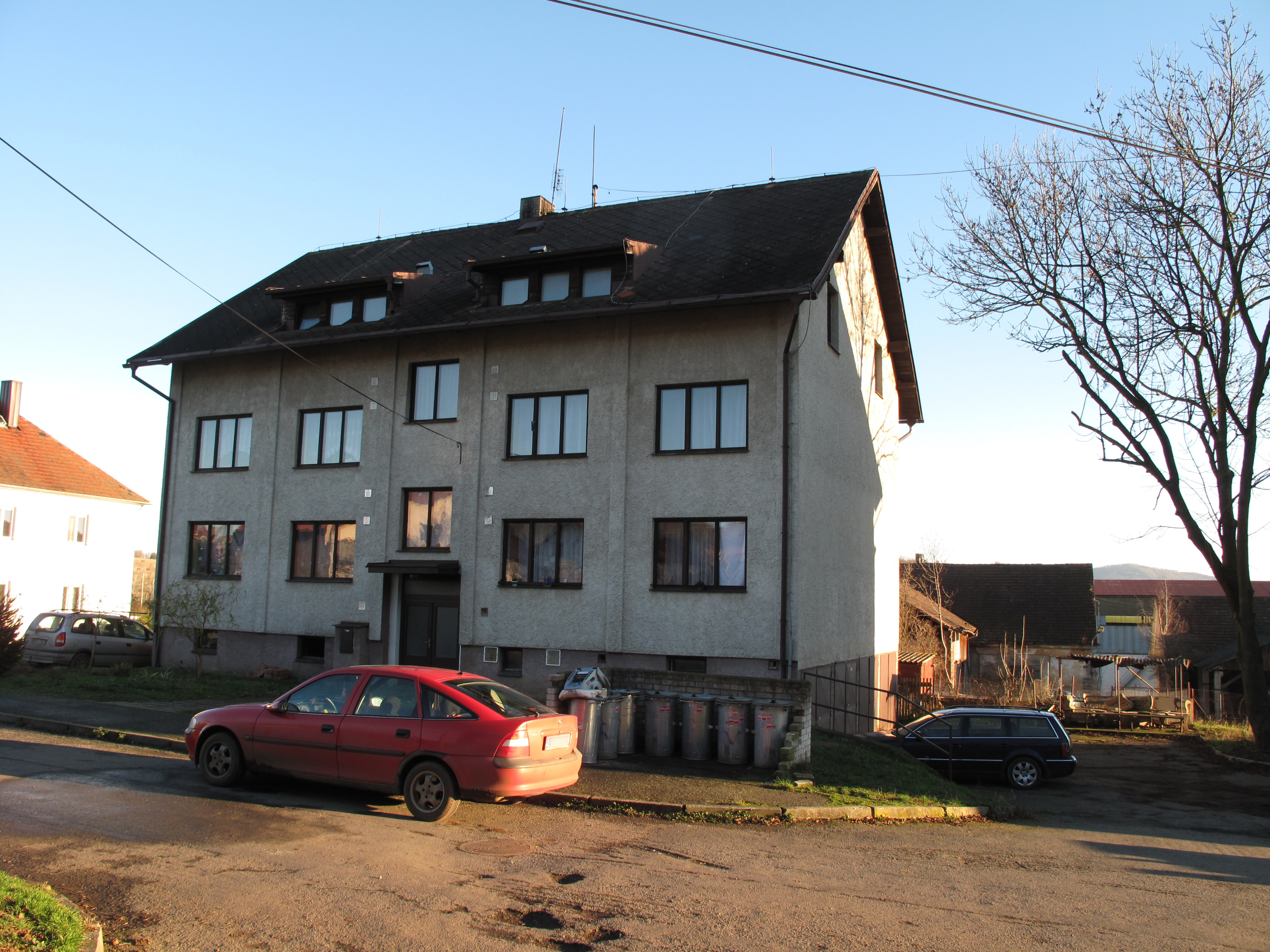
Bytovka
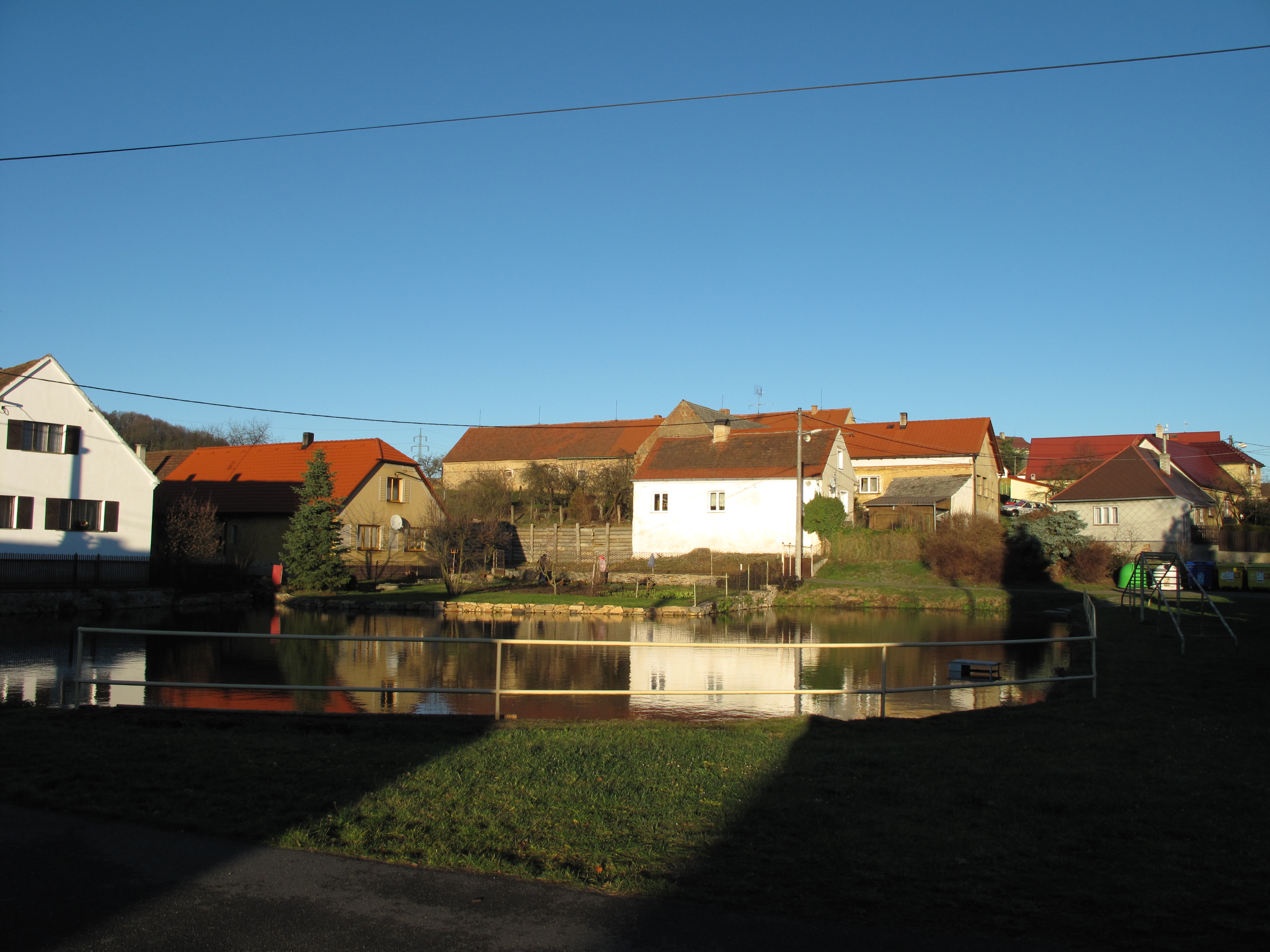
Rybník
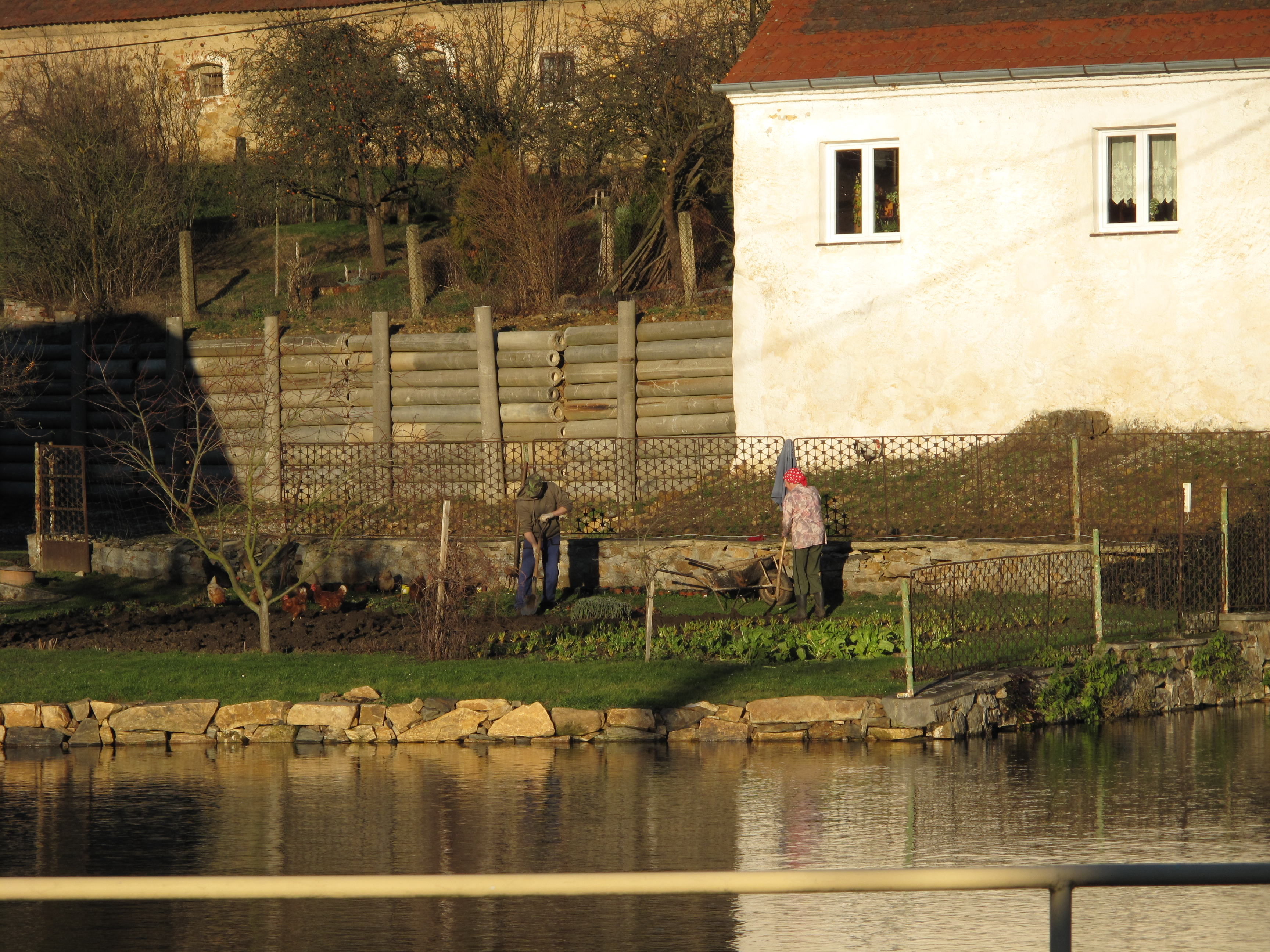
Podzimní zahradničení
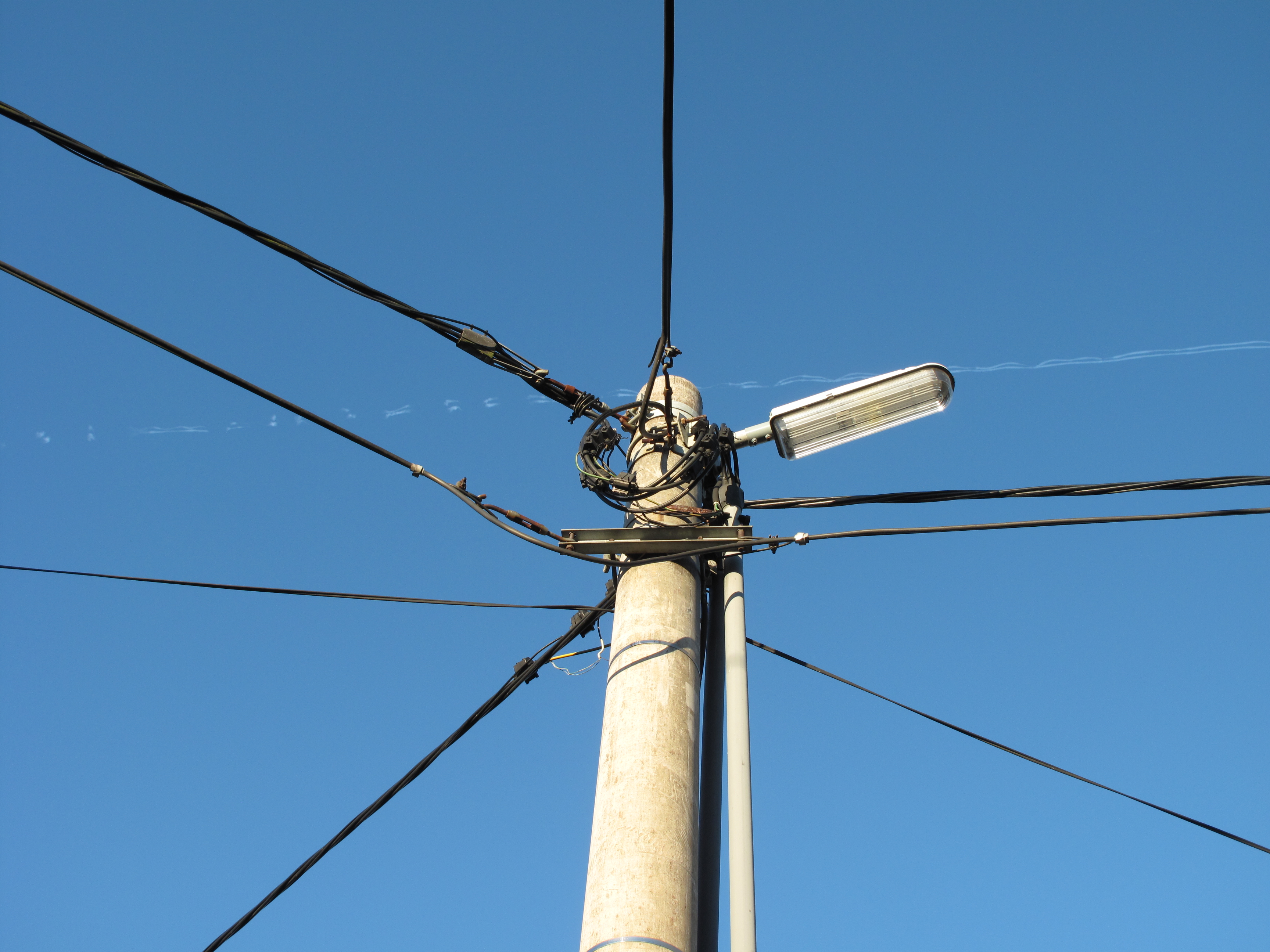
Světlo